# 莱茵河畔英格尔海姆
莱茵河畔英格尔海姆（德語：Ingelheim am Rhein，發音：[ˈɪŋəlhaɪm ʔam ˈʁaɪn]）是德国莱茵兰-普法尔茨州美因茨-宾根县的城市，也是美因茨-宾根县的县治，面积73.31平方千米，2023年12月31日人口为36,390人。2019年7月1日，市镇莱茵河畔海德斯海姆和瓦肯海姆并入莱茵河畔英格尔海姆。

## 友好城市
莱茵河畔英格尔海姆与以下城市结为友好城市：
- 英格兰 斯蒂夫尼奇（1963年）
- 法國 歐坦（1963年）
- 義大利 圣彼得罗-因卡里亚诺（1984年）
- 德国 柏林 腓特烈斯海恩-克罗伊茨贝格（1971年）
- 德国 林巴赫-上弗罗纳（1990年）
- 波蘭 尼斯（2002年）